# Distant Trumpet
Pour plus de détails, voir Fiche technique et Distribution.
Distant Trumpet est un film britannique réalisé par Terence Fisher, sorti en 1952.

## Synopsis
Un médecin réputé de Harley Street prend la place de son frère malade pour aller exercer en Afrique.

## Fiche technique
- Titre original : Distant Trumpet
- Réalisation : Terence Fisher
- Scénario : Derek Elphinstone
- Direction artistique : George Jones
- Photographie : Gordon Lang
- Montage : John Seabourne
- Musique : David Jenkins
- Production : Derek Elphinstone
- Production associée : Harold Richmond
- Société de production : Meridian Films
- Société de distribution : Apex Film Distributors
- Pays d'origine :  Royaume-Uni
- Langue originale : anglais
- Format : Noir et blanc  — 35 mm — 1,37:1 — son mono
- Genre : Film dramatique
- Durée : 63 minutes
- Dates de sortie : Royaume-Uni : juillet 1952

## Distribution
- Derek Bond : docteur David Anthony
- Jean Patterson : Valerie Maitland
- Derek Elphinstone : docteur Richard Anthony
- Anne Brooke : Beryl Jeffries
- Grace Gavin : Mme Phillips
- Keith Pyott : Sir Rudolph Gettins
- Jean Webster-Brough : Mme Waterhouse
- Grace Denbigh-Russell : Mme Hallett
- Constance Fraser : Mme Nettley
- Alban Blakelock : Harris
- John Howlett : Bill Hepple
- Peter Fontaine : Peter
- Gwynne Whitby : Lady Marriot-Stokes
- Anne Hunter : une jeune femme